# オートルート A6
オートルート A6 （Autoroute française A6、高速道路A6号線）は、フランスのオートルートの1つ。パリ南東部からソーヌ川谷のリヨンへと結ぶ道路である。有料道路会社オートルート・パリ＝ラン＝ローヌ（fr:Autoroutes Paris-Rhin-Rhône）が運営する。リヨンで接続されるA7によって、マルセイユまでつながっている。欧州自動車道路E15号線、E21号線、E60号線の一部でもある。

## 経路
- パリ環状線と接続。
- ル・クレムラン＝ビセートル（Le Kremlin-Bicêtre）
- 1 ポルト・ディタリー（Porte d'Italie）
- 2 ヴィルジュイフ、アルクイユ（Villejuif, Arcueil）
- A106号線と接続。
- 3 ランジス（Rungis）
- A86号線と接続。
- A10号線と接続。
- 4 チリー＝マザラン（Chilly-Mazarin）
- 5 サヴィニー＝シュル＝オルジュ（Savigny-sur-Orge）
- 6 ヴィリー＝シャティヨン（Viry-Châtillon）
- 7 リス＝オランジス（Ris-Orangis）
- 7.1 エヴリー（Évry）
- 8 国道N104号線と接続。
- 9 リス、ヴィラベ（Lisses, Villabé）
  - リスAS、ヴィラベAS
- 10 コルベイユ＝エソンヌ（Corbeil-Essonnes）
- 11 オヴェルノー（Auvernaux）
- 12 サン＝ファルジョー＝ポンティエリー（Saint-Fargeau-Ponthierry）
- 13 フォンテーヌブロー（Fontainebleau）
- 13.1 ミリ＝ラ＝フォレ（Milly-la-Forêt）
  -  フルーリー＝アン＝ビエール料金所（Fleury-en-Bière）
  -  アシェール＝ラ＝フォレAS（Achères-la-Forêt）
- 14 マルゼルブ（Malesherbes）
- 15 フォンテーヌブロー（Fontainebleau）
- 16 モントロー＝フォル＝ヨンヌ、ヌムール（Montereau-Fault-Yonne, Nemours）
  -  ヌムールAS（Nemours）
- A77号線と接続。
- 17 モンタルジ（Montargis）
- A19号線と接続。
  -  リゼルヴAS（la Reserve）、クーリーヌAS（Couline）
- 18 ジョワニー（Joigny）
- 19 オセール（Auxerre）
- 20 オセール南（Auxerre-sud）
  -  ヴノワ・グロス・ピエールAS（Venoy Grosse Pierre）
- 21 ニトリー（Nitry）
- 22 アヴァロン（Avallon）
- 23 スミュール＝アン＝ノーソワ（Semur-en-Auxois）
- A38号線と接続。
  -  ボワ・ド・コルボーRA（Bois des Corbeaux）
  -  サヴィニ＝レ＝ボーヌRA（Savigny-lès-Beaune）
- 24 ボーヌ、サン＝ニコラ＝レ＝シトー（Beaune, Saint-Nicolas-lès-Cîteaux）
- A31号線と接続。
- 24.1 ボーヌ中央（Beaune -Centre）
- 25 シャロン＝シュル＝ソーヌ北（Chalon-sur-Saône- Nord）
- 26 シャロン＝シュル＝ソーヌ（Chalon-sur-Saône- Sud）
- 27 トゥールニュ（Tournus）
- 28 マコン北（Mâcon - nord）
- A40号線と接続。
- 29 マコン南（Mâcon -sud）
- 30 ベルヴィル（Belleville）
- 31.1 ヴィルフランシュ北（Villefranche-Nord）2006年10月11日開通。
- 31.2 ヴィルフランシュ南（Villefranche-Sud）
  - ヴィルフランシュ＝リマ料金所（Villefranche- Limas）
- A46号線と接続。
- 32 アンス（Anse）
- 33 ロアンヌ（Roanne）
  -  33.1 リモネスト＝ル・ブール（Limonest-Le Bourg）
  -  33.2 リモネスト＝ラ・ギャルド（Limonest- La Garde）
- 34 テクリード経済地区（Techlid-Pôle Économique）
- 35 エキュリ（Écully）
- 36 タッサン（Tassin）
- 37 タッサン＝ラ＝ドゥミ＝リュンヌ（Tassin-la-Demi-Lune）
- 38 ヴェイゼ、サン＝ジュスト（Vaise , Saint-Just）
- 39a ケ・ド・ソーヌ（Quais de Saône）
- 39b リヨン中央＝リヨン・ペラーシュ駅（Lyon -Centre - Gare de Perrache）
- 39c ラ・パル＝デュー（La Part-Dieu）
- A7号線と接続。